# Zwemmen op de Olympische Zomerspelen 2016
Zwemmen is een van de sporten die werden beoefend tijdens de Olympische Zomerspelen 2016 in Rio de Janeiro. Het zwemprogramma duurde 11 dagen. Op 6 augustus begonnen de eerste onderdelen, op 16 augustus waren de laatste medailles te verdienen. Het onderdeel 10 kilometer vond op 15 en 16 augustus plaats. Alle zwemonderdelen, behalve de 10 km, werden gehouden in het Estádio Aquático Olímpico. De 10 km werd gehouden in het open water van het Forte de Copacabana.

## Onderdelen
Het zwemprogramma van 2016 was niet veranderd ten opzichte van 2012. Dit betekent dat er de volgende 34 onderdelen waren (17 voor mannen en 17 voor vrouwen):
Langebaanzwemmen
- Vrije slag: 50 m, 100 m, 200 m, 400 m, 800 m (vrouwen), 1500 m (mannen), 4×100 m estafette, 4×200 m estafette
- Rugslag: 100 m, 200 m
- Schoolslag: 100 m, 200 m
- Vlinderslag: 100 m, 200 m
- Wisselslag: 200 m (individueel), 400 m (individueel), 4×100 m estafette

Openwaterzwemmen
- 10 kilometer

## Programma
| S | Series | HF | Halve finales | Goud | Finale |

| Ochtendsessie | n.n.b. | Avondsessie | n.n.b. |

### Mannen
| Onderdeel         | Augustus | Augustus | Augustus | Augustus | Augustus | Augustus | Augustus | Augustus | Augustus | Augustus | Augustus | Augustus | Augustus | Augustus | Augustus | Augustus |
| Onderdeel         | 6        | 6        | 7        | 7        | 8        | 8        | 9        | 9        | 10       | 10       | 11       | 11       | 12       | 12       | 13       | 16       |
| ----------------- | -------- | -------- | -------- | -------- | -------- | -------- | -------- | -------- | -------- | -------- | -------- | -------- | -------- | -------- | -------- | -------- |
| 50m vrije slag    |          |          |          |          |          |          |          |          |          |          | S        | HF       |          | Goud     |          |          |
| 100m vrije slag   |          |          |          |          |          |          | S        | HF       |          | Goud     |          |          |          |          |          |          |
| 200m vrije slag   |          |          | S        | HF       |          | Goud     |          |          |          |          |          |          |          |          |          |          |
| 400m vrije slag   | S        | Goud     |          |          |          |          |          |          |          |          |          |          |          |          |          |          |
| 1500m vrije slag  |          |          |          |          |          |          |          |          |          |          |          |          | S        |          | Goud     |          |
| 100m rugslag      |          |          | S        | HF       |          | Goud     |          |          |          |          |          |          |          |          |          |          |
| 200m rugslag      |          |          |          |          |          |          |          |          | S        | HF       |          | Goud     |          |          |          |          |
| 100m schoolslag   | S        | HF       |          | Goud     |          |          |          |          |          |          |          |          |          |          |          |          |
| 200m schoolslag   |          |          |          |          |          |          | S        | HF       |          | Goud     |          |          |          |          |          |          |
| 100m vlinderslag  |          |          |          |          |          |          |          |          |          |          | S        | HF       |          | Goud     |          |          |
| 200m vlinderslag  |          |          |          |          | S        | HF       |          | Goud     |          |          |          |          |          |          |          |          |
| 200m wisselslag   |          |          |          |          |          |          |          |          | S        | HF       |          | Goud     |          |          |          |          |
| 400m wisselslag   | S        | Goud     |          |          |          |          |          |          |          |          |          |          |          |          |          |          |
| 4x100m vrije slag |          |          | S        | Goud     |          |          |          |          |          |          |          |          |          |          |          |          |
| 4x200m vrije slag |          |          |          |          |          |          | S        | Goud     |          |          |          |          |          |          |          |          |
| 4x100m wisselslag |          |          |          |          |          |          |          |          |          |          |          |          | S        |          | Goud     |          |
| 10km open water   |          |          |          |          |          |          |          |          |          |          |          |          |          |          |          | Goud     |
| Totaal            | 2        | 2        | 2        | 2        | 2        | 2        | 2        | 2        | 2        | 2        | 2        | 2        | 2        | 2        | 2        | 1        |

### Vrouwen
| Onderdeel         | Augustus | Augustus | Augustus | Augustus | Augustus | Augustus | Augustus | Augustus | Augustus | Augustus | Augustus | Augustus | Augustus | Augustus | Augustus | Augustus |
| Onderdeel         | 6        | 6        | 7        | 7        | 8        | 8        | 9        | 9        | 10       | 10       | 11       | 11       | 12       | 12       | 13       | 15       |
| ----------------- | -------- | -------- | -------- | -------- | -------- | -------- | -------- | -------- | -------- | -------- | -------- | -------- | -------- | -------- | -------- | -------- |
| 50m vrije slag    |          |          |          |          |          |          |          |          |          |          |          |          | S        | HF       | Goud     |          |
| 100m vrije slag   |          |          |          |          |          |          |          |          | S        | HF       |          | Goud     |          |          |          |          |
| 200m vrije slag   |          |          |          |          | S        | HF       |          | Goud     |          |          |          |          |          |          |          |          |
| 400m vrije slag   |          |          | S        | Goud     |          |          |          |          |          |          |          |          |          |          |          |          |
| 800m vrije slag   |          |          |          |          |          |          |          |          |          |          | S        |          |          | Goud     |          |          |
| 100m rugslag      |          |          | S        | HF       |          | Goud     |          |          |          |          |          |          |          |          |          |          |
| 200m rugslag      |          |          |          |          |          |          |          |          |          |          | S        | HF       |          | Goud     |          |          |
| 100m schoolslag   |          |          | S        | HF       |          | Goud     |          |          |          |          |          |          |          |          |          |          |
| 200m schoolslag   |          |          |          |          |          |          |          |          | S        | HF       |          | Goud     |          |          |          |          |
| 100m vlinderslag  | S        | HF       |          | Goud     |          |          |          |          |          |          |          |          |          |          |          |          |
| 200m vlinderslag  |          |          |          |          |          |          | S        | HF       |          | Goud     |          |          |          |          |          |          |
| 200m wisselslag   |          |          |          |          | S        | HF       |          | Goud     |          |          |          |          |          |          |          |          |
| 400m wisselslag   | S        | Goud     |          |          |          |          |          |          |          |          |          |          |          |          |          |          |
| 4x100m vrije slag | S        | Goud     |          |          |          |          |          |          |          |          |          |          |          |          |          |          |
| 4x200m vrije slag |          |          |          |          |          |          |          |          | S        | Goud     |          |          |          |          |          |          |
| 4x100m wisselslag |          |          |          |          |          |          |          |          |          |          |          |          | S        |          | Goud     |          |
| 10km open water   |          |          |          |          |          |          |          |          |          |          |          |          |          |          |          | Goud     |
| Totaal            | 2        | 2        | 2        | 2        | 2        | 2        | 2        | 2        | 2        | 2        | 2        | 2        | 2        | 2        | 2        | 1        |

## Kwalificatiecriteria

### Langebaanzwemmen
Elk nationaal Olympisch Comité mocht maximaal twee zwemmers sturen, indien ze beiden aan de A-limiet voldaan hadden, of één zwemmer, als deze aan de B-limiet had voldaan. Ook mochten ze één estafetteteam inschrijven per onderdeel. Als er geen zwemmers voldeden aan de B-limiet in een land, dan mochten ze één man en één vrouw inschrijven. Er moest voldaan worden aan de criteria in een van de volgende kampioenschappen: continentale kampioenschappen (zoals EK), nationale Olympische selectiewedstrijden, of een internationale competitie goedgekeurd door de FINA.

#### Limieten
De standaard FINA-criteria zijn als volgt:
| Onderdeel         | Mannen                                                               | Mannen                                                               | Vrouwen                                                              | Vrouwen                                                              |
| Onderdeel         | A-limiet                                                             | B-limiet                                                             | A-limiet                                                             | B-limiet                                                             |
| ----------------- | -------------------------------------------------------------------- | -------------------------------------------------------------------- | -------------------------------------------------------------------- | -------------------------------------------------------------------- |
| 50m vrije slag    | 22,27                                                                | 23,05                                                                | 25,28                                                                | 26,17                                                                |
| 100m vrije slag   | 48,99                                                                | 50,70                                                                | 54,43                                                                | 56,34                                                                |
| 200m vrije slag   | 1.47,97                                                              | 1.51,75                                                              | 1.58,96                                                              | 2.03,13                                                              |
| 400m vrije slag   | 3.50,44                                                              | 3.58,51                                                              | 4.09,08                                                              | 4.17,80                                                              |
| 800m vrije slag   | -                                                                    | -                                                                    | 8.33,97                                                              | 8.51,96                                                              |
| 1500m vrije slag  | 15.14,77                                                             | 15.46,79                                                             | -                                                                    | -                                                                    |
| 100m rugslag      | 54,36                                                                | 56,26                                                                | 1.00,25                                                              | 1.02,36                                                              |
| 200m rugslag      | 1.58,22                                                              | 2.02,36                                                              | 2.10,60                                                              | 2.15,17                                                              |
| 100m schoolslag   | 1.00,57                                                              | 1.02,69                                                              | 1.07,85                                                              | 1.10,22                                                              |
| 200m schoolslag   | 2.11,66                                                              | 2.16,27                                                              | 2.26,94                                                              | 2.32,08                                                              |
| 100m vlinderslag  | 52,36                                                                | 54,19                                                                | 58,74                                                                | 1.00,80                                                              |
| 200m vlinderslag  | 1.56,97                                                              | 2.01,06                                                              | 2.09,33                                                              | 2.13,86                                                              |
| 200m wisselslag   | 2.00,28                                                              | 2.04,39                                                              | 2.14,26                                                              | 2.18,96                                                              |
| 400m wisselslag   | 4.16,71                                                              | 4.25,69                                                              | 4.43,46                                                              | 4.53,38                                                              |
| 4×100m vrije slag | Top 12 van de WK 2015 + de 4 tijdsnelsten uit de kwalificatieperiode | Top 12 van de WK 2015 + de 4 tijdsnelsten uit de kwalificatieperiode | Top 12 van de WK 2015 + de 4 tijdsnelsten uit de kwalificatieperiode | Top 12 van de WK 2015 + de 4 tijdsnelsten uit de kwalificatieperiode |
| 4×200m vrije slag | Top 12 van de WK 2015 + de 4 tijdsnelsten uit de kwalificatieperiode | Top 12 van de WK 2015 + de 4 tijdsnelsten uit de kwalificatieperiode | Top 12 van de WK 2015 + de 4 tijdsnelsten uit de kwalificatieperiode | Top 12 van de WK 2015 + de 4 tijdsnelsten uit de kwalificatieperiode |
| 4×100m wisselslag | Top 12 van de WK 2015 + de 4 tijdsnelsten uit de kwalificatieperiode | Top 12 van de WK 2015 + de 4 tijdsnelsten uit de kwalificatieperiode | Top 12 van de WK 2015 + de 4 tijdsnelsten uit de kwalificatieperiode | Top 12 van de WK 2015 + de 4 tijdsnelsten uit de kwalificatieperiode |

### Openwaterzwemmen
Elk land mocht maximaal twee zwemmers inschrijven per onderdeel, het totale aantal deelnemers stond op 25 zowel bij de mannen als bij de vrouwen. Brazilië had als gastland recht op minimaal één deelnemer in beide competities. De overige 48 plaatsen werden verdeeld via de wereldkampioenschappen openwaterzwemmen en een speciale kwalificatiewedstrijd. Omdat alle continenten vertegenwoordigd moesten zijn, werden er vijf plaatsen in beide wedstrijden voorbehouden voor de beste zwemmer van elk continent op de WK die niet rechtstreeks in aanmerking voor kwalificatie kwam.

#### Mannen 10 kilometer
| Competitie                            | Locatie | Datum        | Deelnemers |
| ------------------------------------- | ------- | ------------ | --- |
| WK openwaterzwemmen 2015              | Kazan   | 27 juli 2015 | Jordan Wilimovsky Ferry Weertman Spyridon Giannotis Sean Ryan Jack Burnell Marc-Antoine Olivier Simone Ruffini Richard Weinberger Allan do Carmo Federico Vanelli |
| FINA Olympische Marathon Kwalificatie | Setúbal | 12 juni 2016 | Zu Lijun Christian Reichert Ivan Enderica Ochoa Jevgeni Drattsev Richárd Nagy Oussama Mellouli Jarrod Poort Yasunari Hirai Chad Ho Ventsislav Aydarski            |
| Continentale vertegenwoordiging       | Setúbal | 12 juni 2016 | Márk Papp Erwin Maldonado Kane Radford Vitali Choedjakov Marwan El-Amrawy                                                                                         |
|                                       |         |              | 25 zwemmers |

#### Vrouwen 10 kilometer
| Competitie                            | Locatie | Datum        | Deelnemers |
| ------------------------------------- | ------- | ------------ | --- |
| WK openwaterzwemmen 2015              | Kazan   | 28 juli 2015 | Aurélie Muller Sharon van Rouwendaal Ana Marcela Cunha Rachele Bruni Anastasia Krapyvina Poliana Okimoto Isabelle Härle Kalliopi Araouzou Haley Anderson Éva Risztov |
| FINA Olympische Marathon Kwalificatie | Setúbal | 11 juni 2016 | Xin Xin Keri-Anne Payne Samantha Arévalo Chelsea Gubecka Yumi Kida Michelle Weber Joanna Zachoszcz Paola Pérez Špela Perše Jana Pechanová                            |
| Continentale vertegenwoordiging       | Setúbal | 11 juni 2016 | Erika Villaécija Stephanie Horner Heidi Gan Charlotte Webby Reem Kaseem                                                                                              |
|                                       |         |              | 25 zwemmers |

## Medailles
Legenda
- WR = Wereldrecord
- OR = Olympisch record

### Mannen
| Onderdeel            | Goud | Goud       | Zilver                                                                                               | Zilver   | Brons                                                                           | Brons           |
| -------------------- | --- | ---------- | --- | -------- | ------------------------------------------------------------------------------- | --------------- |
| Vrije slag           | |            | |          |                                                                                 |                 |
| 50 m                 | Anthony Ervin Verenigde Staten                                                                                                 | 21,40      | Florent Manaudou Frankrijk                                                                           | 21,41    | Nathan Adrian Verenigde Staten                                                  | 21,49           |
| 100 m                | Kyle Chalmers Australië | 47,58      | Pieter Timmers België                                                                                | 47,80    | Nathan Adrian Verenigde Staten                                                  | 47,85           |
| 200 m                | Sun Yang China | 1.44,65    | Chad le Clos Zuid-Afrika                                                                             | 1.45,20  | Conor Dwyer Verenigde Staten                                                    | 1.45,23         |
| 400 m                | Mack Horton Australië | 3.41,55    | Sun Yang China                                                                                       | 3.41,68  | Gabriele Detti Italië                                                           | 3.43,69         |
| 1500 m               | Gregorio Paltrinieri Italië | 14.34,57   | Connor Jaeger Verenigde Staten                                                                       | 14.39,48 | Gabriele Detti Italië                                                           | 14.40,86        |
| Rugslag              | |            | |          |                                                                                 |                 |
| 100 m                | Ryan Murphy Verenigde Staten                                                                                                   | 51,97 OR   | Xu Jiayu China                                                                                       | 52,31    | David Plummer Verenigde Staten                                                  | 52,40           |
| 200 m                | Ryan Murphy Verenigde Staten                                                                                                   | 1.53,62    | Mitch Larkin Australië                                                                               | 1.53,96  | Jevgeni Rylov Rusland                                                           | 1.53,97         |
| Schoolslag           | |            | |          |                                                                                 |                 |
| 100 m                | Adam Peaty Groot-Brittannië | 57,13 WR   | Cameron van der Burgh Zuid-Afrika                                                                    | 58,69    | Cody Miller Verenigde Staten                                                    | 58,87           |
| 200 m                | Dmitri Balandin Kazachstan | 2.07,46    | Josh Prenot Verenigde Staten                                                                         | 2.07,53  | Anton Tsjoepkov Rusland                                                         | 2.07,70         |
| Vlinderslag          | |            | |          |                                                                                 |                 |
| 100 m                | Joseph Schooling Singapore | 50,39 OR   | Michael Phelps Verenigde Staten                                                                      | 51,14    | Niet uitgereikt                                                                 | Niet uitgereikt |
| 100 m                | Joseph Schooling Singapore | 50,39 OR   | Chad le Clos Zuid-Afrika                                                                             | 51,14    | Niet uitgereikt                                                                 | Niet uitgereikt |
| 100 m                | Joseph Schooling Singapore | 50,39 OR   | László Cseh Hongarije                                                                                | 51,14    | Niet uitgereikt                                                                 | Niet uitgereikt |
| 200 m                | Michael Phelps Verenigde Staten                                                                                                | 1.53,36    | Masato Sakai Japan                                                                                   | 1.53,40  | Tamás Kenderesi Hongarije                                                       | 1.53,62         |
| Wisselslag           | |            | |          |                                                                                 |                 |
| 200 m                | Michael Phelps Verenigde Staten                                                                                                | 1.54,66    | Kosuke Hagino Japan                                                                                  | 1.56,61  | Wang Shun China                                                                 | 1.57,05         |
| 400 m                | Kosuke Hagino Japan | 4.06,05    | Chase Kalisz Verenigde Staten                                                                        | 4.06,75  | Daiya Seto Japan                                                                | 4.09,71         |
| Vrije slag estafette | |            | |          |                                                                                 |                 |
| 4x100 m              | Verenigde Staten Caeleb Dressel Michael Phelps Ryan Held Nathan Adrian Jimmy Feigen Blake Pieroni Anthony Ervin                | 3.09,92    | Frankrijk Mehdy Metella Fabien Gilot Florent Manaudou Jérémy Stravius Clément Mignon William Meynard | 3.10,53  | Australië James Roberts Kyle Chalmers James Magnussen Cameron McEvoy Matt Abood | 3.11,37         |
| 4x200 m              | Verenigde Staten Conor Dwyer Townley Haas Ryan Lochte Michael Phelps Clark Smith Gunnar Bentz Jack Conger                      | 7.00,66    | Groot-Brittannië Stephen Milne Duncan Scott Daniel Wallace James Guy Robbie Renwick                  | 7.03,13  | Japan Kosuke Hagino Naito Ehara Yuki Kobori Takeshi Matsuda                     | 7.03,50         |
| Wisselslagestafette  | |            | |          |                                                                                 |                 |
| 4x100 m              | Verenigde Staten Ryan Murphy Cody Miller Michael Phelps Nathan Adrian David Plummer Kevin Cordes Thomas Shields Caeleb Dressel | 3.27,95 OR | Groot-Brittannië Chris Walker-Hebborn Adam Peaty James Guy Duncan Scott                              | 3.29,24  | Australië Mitch Larkin Jake Packard David Morgan Kyle Chalmers Cameron McEvoy   | 3.29,93         |

### Vrouwen
| Onderdeel            | Goud | Goud       | Zilver | Zilver          | Brons                                                                                             | Brons   |
| -------------------- | --- | ---------- | --- | --------------- | ------------------------------------------------------------------------------------------------- | ------- |
| Vrije slag           | |            | |                 |                                                                                                   |         |
| 50 m                 | Pernille Blume Denemarken | 24,07      | Simone Manuel Verenigde Staten                                                                                   | 24,09           | Aleksandra Gerasimenia Wit-Rusland                                                                | 24,11   |
| 100 m                | Simone Manuel Verenigde Staten                                                                                                | 52,70 OR   | Niet uitgereikt                                                                                                  | Niet uitgereikt | Sarah Sjöström Zweden                                                                             | 52,99   |
| 100 m                | Penelope Oleksiak Canada | 52,70 OR   | Niet uitgereikt                                                                                                  | Niet uitgereikt | Sarah Sjöström Zweden                                                                             | 52,99   |
| 200 m                | Katie Ledecky Verenigde Staten                                                                                                | 1.53,73    | Sarah Sjöström Zweden                                                                                            | 1.54,08         | Emma McKeon Australië                                                                             | 1.54,92 |
| 400 m                | Katie Ledecky Verenigde Staten                                                                                                | 3.56,46 WR | Jazmin Carlin Groot-Brittannië                                                                                   | 4.01,23         | Leah Smith Verenigde Staten                                                                       | 4.01,92 |
| 800 m                | Katie Ledecky Verenigde Staten                                                                                                | 8.04,79 WR | Jazmin Carlin Groot-Brittannië                                                                                   | 8.16,17         | Boglárka Kapás Hongarije                                                                          | 8.16,37 |
| Rugslag              | |            | |                 |                                                                                                   |         |
| 100 m                | Katinka Hosszú Hongarije | 58,45      | Kathleen Baker Verenigde Staten                                                                                  | 58,75           | Kylie Masse Canada                                                                                | 58,76   |
| 100 m                | Katinka Hosszú Hongarije | 58,45      | Kathleen Baker Verenigde Staten                                                                                  | 58,75           | Fu Yuanhui China                                                                                  | 58,76   |
| 200 m                | Madeline Dirado Verenigde Staten                                                                                              | 2.05,99    | Katinka Hosszú Hongarije                                                                                         | 2.06,03         | Hilary Caldwell Canada                                                                            | 2.07,54 |
| Schoolslag           | |            | |                 |                                                                                                   |         |
| 100 m                | Lilly King Verenigde Staten                                                                                                   | 1.04,93 OR | Joelia Jefimova Rusland                                                                                          | 1.05,50         | Katie Meili Verenigde Staten                                                                      | 1.05,69 |
| 200 m                | Rie Kaneto Japan | 2.20,30    | Joelia Jefimova Rusland                                                                                          | 2.21,97         | Shi Jinglin China                                                                                 | 2.22,28 |
| Vlinderslag          | |            | |                 |                                                                                                   |         |
| 100 m                | Sarah Sjöström Zweden | 55,48 WR   | Penelope Oleksiak Canada                                                                                         | 56,46           | Dana Vollmer Verenigde Staten                                                                     | 56,63   |
| 200 m                | Mireia Belmonte Spanje | 2.04,85    | Madeline Groves Australië                                                                                        | 2.04,88         | Natsumi Hoshi Japan                                                                               | 2.05,20 |
| Wisselslag           | |            | |                 |                                                                                                   |         |
| 200 m                | Katinka Hosszú Hongarije | 2.06,58 OR | Siobhan-Marie O'Connor Groot-Brittannië                                                                          | 2.06,88         | Madeline Dirado Verenigde Staten                                                                  | 2.08,79 |
| 400 m                | Katinka Hosszú Hongarije | 4.26,36 WR | Madeline Dirado Verenigde Staten                                                                                 | 4.31,15         | Mireia Belmonte Spanje                                                                            | 4.32,39 |
| Vrije slag estafette | |            | |                 |                                                                                                   |         |
| 4x100 m              | Australië Emma McKeon Brittany Elmslie Bronte Campbell Cate Campbell Madison Wilson                                           | 3.30,65 WR | Verenigde Staten Simone Manuel Abbey Weitzeil Dana Vollmer Katie Ledecky Amanda Weir Lia Neal Allison Schmitt    | 3.31,89         | Canada Sandrine Mainville Chantal van Landeghem Taylor Ruck Penelope Oleksiak Michelle Williams   | 3.32,81 |
| 4x200 m              | Verenigde Staten Allison Schmitt Leah Smith Madeline Dirado Katie Ledecky Missy Franklin Melanie Margalis Cierra Runge        | 7.43,03    | Australië Leah Neale Emma McKeon Bronte Barratt Tamsin Cook Jessica Ashwood                                      | 7.44,87         | Canada Katerine Savard Taylor Ruck Brittany MacLean Penelope Oleksiak Kennedy Goss Emily Overholt | 7.45,39 |
| Wisselslagestafette  | |            | |                 |                                                                                                   |         |
| 4x100 m              | Verenigde Staten Kathleen Baker Lilly King Dana Vollmer Simone Manuel Olivia Smoliga Katie Meili Kelsi Worrell Abbey Weitzeil | 3.53,13    | Australië Emily Seebohm Taylor McKeown Emma McKeon Cate Campbell Madison Wilson Madeline Groves Brittany Elmslie | 3.55,00         | Denemarken Mie Nielsen Rikke Møller Pedersen Jeanette Ottesen Pernille Blume                      | 3.55,01 |

### Openwaterzwemmen
| Onderdeel     | Goud                            | Goud      | Zilver                          | Zilver    | Brons                          | Brons     |
| ------------- | ------------------------------- | --------- | ------------------------------- | --------- | ------------------------------ | --------- |
| 10 km mannen  | Ferry Weertman Nederland        | 1:52.59,8 | Spyridon Gianniotis Griekenland | 1:52.59,8 | Marc-Antoine Olivier Frankrijk | 1:53.02,0 |
| 10 km vrouwen | Sharon van Rouwendaal Nederland | 1:56.32,1 | Rachele Bruni Italië            | 1.56,49,5 | Poliana Okimoto Brazilië       | 1.56.51,4 |

### Medaillespiegel
| Plaats | Land             | NOC    | Goud | Zilver | Brons | Totaal |
| ------ | ---------------- | ------ | ---- | ------ | ----- | ------ |
| 1      | Verenigde Staten | USA    | 16   | 8      | 9     | 33     |
| 2      | Australië        | AUS    | 3    | 4      | 3     | 10     |
| 3      | Hongarije        | HUN    | 3    | 2      | 2     | 7      |
| 4      | Japan            | JPN    | 2    | 2      | 3     | 7      |
| 5      | Nederland        | NED    | 2    | 0      | 0     | 2      |
| 6      | Groot-Brittannië | GBR    | 1    | 5      | 0     | 6      |
| 7      | China            | CHN    | 1    | 2      | 3     | 6      |
| 8      | Canada           | CAN    | 1    | 1      | 4     | 6      |
| 9      | Italië           | ITA    | 1    | 1      | 2     | 4      |
| 10     | Zweden           | SWE    | 1    | 1      | 1     | 3      |
| 11     | Denemarken       | DEN    | 1    | 0      | 1     | 2      |
| 11     | Spanje           | ESP    | 1    | 0      | 1     | 2      |
| 13     | Singapore        | SIN    | 1    | 0      | 0     | 1      |
| 14     | Zuid-Afrika      | RSA    | 0    | 3      | 0     | 2      |
| 15     | Rusland          | RUS    | 0    | 2      | 2     | 4      |
| 16     | Frankrijk        | FRA    | 0    | 2      | 1     | 3      |
| 17     | België           | BEL    | 0    | 1      | 0     | 1      |
| 17     | Griekenland      | GRE    | 0    | 1      | 0     | 1      |
| 19     | Brazilië         | BRA    | 0    | 0      | 1     | 1      |
| 19     | Wit-Rusland      | BLR    | 0    | 0      | 1     | 1      |
| Totaal | Totaal           | Totaal | 35   | 35     | 34    | 104    |